# اسباب‌بازی (فیلم ۱۹۷۶)
اسباب‌بازی (فرانسوی: Le jouet‎) فیلمی به کارگردانی فرانسیس وبر است که در سال ۱۹۷۶ منتشر شد. از بازیگران آن می‌توان به پیر ریچارد، میشل بوکه، ژاک فرانسوا، ژرار ژونیو و شارل ژرار اشاره کرد.